# Kai Arne Engelstad
Kai Arne Engelstad (* 21. prosince 1954 Oslo) je bývalý norský rychlobruslař.
Na juniorském světovém šampionátu debutoval v roce 1973 šestým místem a i v dalších letech dosáhl podobných umístění (1×4. místo, 1×5. místo). V roce 1976 startoval poprvé na seniorském Mistrovství světa ve sprintu, kde skončil na páté příčce, což bylo dlouho jeho nejlepší umístění. Vyrovnal jej na šampionátu v roce 1980, tentýž rok se zúčastnil také Zimních olympijských her (16. místo v závodě na 500 m). Největších úspěchů dosáhl v sezóně 1983/1984. Na zimní olympiádě vybojoval na kilometru bronz (dále byl osmnáctý na 500 m a dvanáctý na 1500 m) a o několik týdnů později získal bronzovou medaili také na Mistrovství světa ve sprintu. Na konci roku 1985 se poprvé představil v závodech Světového poháru, poslední start absolvoval v roce 1988.